# يوسف توريه
يوسف توريه (بالفرنسية: Youssouf Touré)‏ (14 مارس 1986 في فرنسا - ) هو لاعب كرة قدم فرنسي في مركز الهجوم. لعب مع نادي ألبي ونادي باريس ونادي تور ونادي جازيليك أجاكسيو ونادي روديز ونادي ليل ونادي مانتوا وVendée Poiré-sur-Vie Football ‏ وSR Colmar ‏.

## وصلات خارجية
- يوسف توريه على موقع قاعدة بيانات كرة القدم.إي يو (الإنجليزية)
- يوسف توريه على موقع Soccerway.com (الإنجليزية)